# روز لوكيسيم
روز لوكيسيم (بالفرنسية: Rose Lokissim)‏ (من مواليد عام 1955 - والمُتوفاة في 15 مايو 1986) هي واحدة من أوائل جنود النخبة في تشاد حيث حاربت ضد ديكتاتورية حسين حبري في الثمانينيات.

## كفاحها
اعتقلت الشرطة السرية المعروفة باسم مديرية التوثيق والأمن (DDS) لوكيسيم أثناء تهريب وثائق لإعطائها لقوات المتمردين الذين عارضوا حبري. تم إحضارلوكيسيم إلى السجن الشهير المعروف باسم السجن المحلي Les Locaux. وفي عام 1984، تم نقلها إلى الزنزانة "C". كانت هذه الغرفة الخالية من النوافذ معروفة باسم «زنزانة الموت» لأن السجناء كانوا يموتون هناك كل يوم. وُضعت لوكيسيم في البداية في زنزانة للرجال. ثم وضعوها في زنزانة النساء لفترة قصيرة، ولكن قلقت إدارة السجن بعد ذلك بشأن هروبها، أوعادوها إلى زنزانة الرجال حيث بقيت هناك لمدة 8 أشهر. عندما عادت إلى زنزانة النساء، اشتكت السجينات أنها كانت قذرة للغاية، وذات رائحة كريهة، وغُطيت بالقمل، وشعرها متعقد للغاية. ساعدت لوكيسم أثناء اعتقالها في السجن المحلي في تهريب رسائل سجناء آخرين إلى عائلاتهم. تم تعذيبها وتم إعدامها في نهاية المطاف.
قدمت الوثائق التي تم استردادها من مكاتب DDS المهجورة معلومات حول آخر استجواب لها في 15 مايو 1986. قال خاطفوها إن لوكيسيم صرحت بأنه «حتى لو ماتت في السجن، فإنها لا تندم على ذلك، لأن تشاد سوف تشكرها والتاريخ سيتحدث عنها». تم إعدامها في ذلك اليوم عم عمرٍ ناهز 33 سنة في ذلك الوقت.

## تكريمها
تحولت حياة لوكيسيم لموضوع فيلم وثائقي لعام 2015 بعنوان التحدث عن روز Talking on Rose، من إخراج إيزابيل كويكسيت.

## روابط خارجية
- "Talking About Rose, Prisoner of Hissène Habré, English subtitles" (بالفرنسية). Miss Wasabi Films. 20 May 2015. Archived from the original on 2019-03-25. Retrieved 2015-08-17.